# András Katona
András Katona   (Budapest, 20 de febrer de 1938) és un waterpolista i nedador hongarès, ja retirat, que va competir entre les dècades de 1950 i 1970.
El 1960 va prendre part en els Jocs Olímpics d'Estiu de Roma, on guanyà la medalla de bronze en la competició del waterpolo. En el seu palmarès també destaquen dues medalles d'or al Campionat d'Europa de waterpolo, el 1958 i 1962, i sis medalles a les Universíades, dues en natació i quatre en waterpolo, dues d'elles d'or. Entre 1958 i 1962 va disputar 32 partits amb la selecció hongaresa.
A nivell de clubs jugà al Budapesti VSC (1954-1972) i Vasas SC (1972-1973) amb qui guanyà la lliga hongaresa de 1966. Posteriorment va exercir d'entrenador.